# Humillación

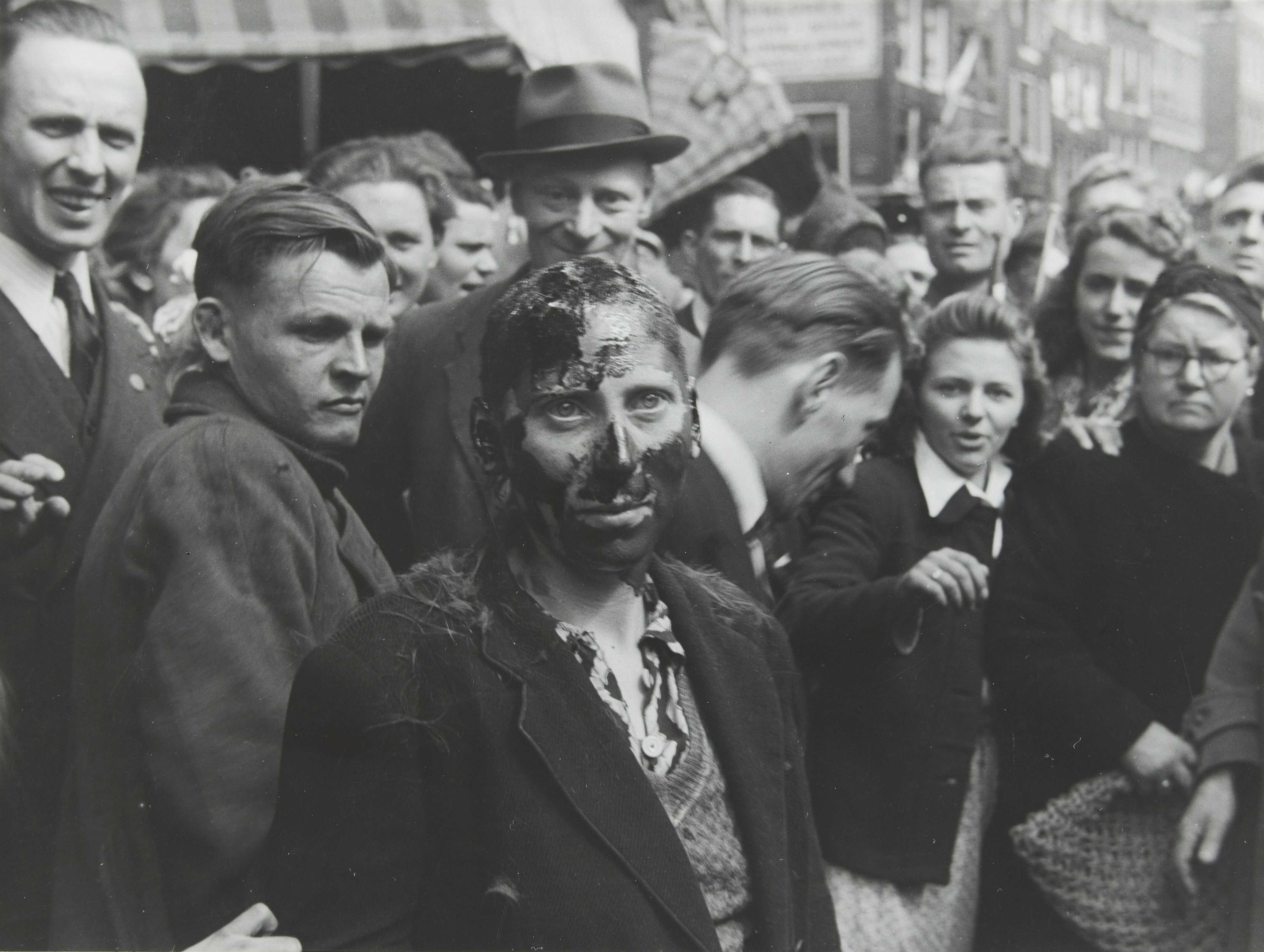
Al finalizar la Segunda Guerra Mundial, muchas mujeres que «cofraternizaron» con el enemigo fueron humilladas en público rapándoles el cabello, untándoles el cuerpo con brea o pintándoles esvásticas en el cuerpo. En la imagen, una ciudadana neerlandesa castigada en las calles de Ámsterdam, el 8 de mayo de 1945.

Se considera humillación cualquier tipo de acto que denigre públicamente o personalmente a un ser humano, al igual que su cultura, su dignidad, su sexo, su origen étnico, su religión, su pensamiento, su nivel económico, sus conocimientos, etcétera. Algunas formas de tortura van acompañadas de humillaciones públicas que buscan perjudicar la dignidad del sujeto. Diversas organizaciones defensoras de los derechos humanos en el mundo consideran la humillación como una forma de tortura pasiva que viola los derechos humanos.
La humillación es considerada como una forma de acoso, especialmente aplicada en contexto escolar o laboral. Hacer que una persona se sienta ofendida en su orgullo o su honor.

## Legislaciones
Algunas legislaciones en Europa y en América prevén sanciones para la humillación deliberada.